# Augusta H. Teller
Augusta Maria « Mici » Teller, née Schütz-Harkányi le 30 avril 1909 et morte le 4 juin 2000, est une scientifique et programmeuse informatique hongro-américaine, impliquée dans le développement de l'algorithme Metropolis.

## Biographie
Née sous le nom d'Auguszta Mária Harkányi, elle et son frère, Ede, ont été adoptés après la mort de leur père biologique, et ont pris le nom de leur père adoptif comme deuxième nom de famille. Ede "Szuki" Schütz-Harkányi était un ami d'enfance d'Edward Teller.
De 1932 à 1933, elle étudie à l'Université de Pittsburgh grâce à une bourse. À son retour en Hongrie, elle épouse son ami de longue date, Edward Teller, en février 1934. Les Tellers émigrent aux États-Unis en 1935, après que le physicien d'origine russe George Gamow ait invité Edward à enseigner à l'Université George-Washington. Elle et son mari deviennent citoyens américains le 6 mars 1941.
Elle écrit une première version du code MANIAC I pour le premier article intitulé Equation of State Calculations by Fast Computing Machines (en) présentant la simulation de Monte-Carlo par chaîne de Markov, bien que le code final utilisé dans la publication ait été entièrement écrit par Arianna Rosenbluth.
Dans les années 1950, elle déménage avec sa famille en Californie. Elle dirige là bas le Bay Area Pilot Project, qui propose des bourses pour les lycéens et lycéennes qui veulent faire des études en sciences et en mathématiques. 
Elle meurt le 4 juin 2000 à l'âge de 91 ans d'une maladie des poumons.